# Петър Парчевич
Вижте пояснителната страница за други личности с името Парчевич.
Петър Парчевич е български католически епископ, патриот и дипломат, удостоен е с баронска титла от императора на Свещената римска империя. Той е смятан за един от най-великите българи през XVII век.

## Биография
Петър Михайлов Парчевич (Парчев) е роден през 1612 г. в стар чипровски род – Кнежевичи-Парчевичи. Съществуват сведения, че дедите му са преселници от Босна. Той е втори син на Михаил и Катерина Парчеви. Първоначално учи в Чипровското училище. Едва единадесетгодешен е изпратен на учение в град Лорето, Италия. След седемгодишно обучение се прехвърлил в Рим, където през 1637 г. завършил висшето си образование с изключителен успех като доктор по богословие и католическо право, рядък случай в университетската практика. Не е известно с какво се е занимавал Петър Парчевич през 1637 – 1643 г. Възможно е да е бил на служба в Конгрегацията за разпространение на вярата при папския двор, защото през май 1643 г. архиепископ Петър Богдан отправил молба до нея да върне Парчевич в България, където имало нужда от свещеници. След завръщането си в България, е ръкоположен за свещеник от архиепископ Петър Богдан. Той владее гръцки, латински, италиански, влашки и арменски.
През 1644 това време Марцианополският архиепископ Марко Бандулович посещава Чипровци, запознава се с Парчевич и му предлага да заеме поста секретар и помощник на Марцианополския епископ в град Бакъу, в Румъния. Този пост му позволява да обикаля земите заселени с християни от днешна Молдова, през Добруджа, до Североизточна България. Същата година султан Ибрахим започва война с Венецианската република и сред българите се надига сериозно движение срещу султана. Парчевич взема участие в българското съзаклятие за освобождение на България. През 1646 г. Петър Парчевич е приет от дожа на Венеция. С тази среща се започват серия от дипломатически мисии в европейските дворове в търсене на помощ за освобождаване на християнските народи. Той не получава желаната военна помощ от Венецианската република.
През 1647 година чипровчани, начело с Петър Парчевич и Франческо Соимирович, влизат в преговори с полско-литовския крал Владислав IV, за подкрепа на евентуално въстание, като му обещават подкрепата на 40 хилядна войска, а в случай на успех му обещават да го изберат за „владетел на Изтока“. Пратениците се ползват с подкрепата на влашкия войвода Матей I Басараб (1633 – 1654). Владислав не се ангажира но като цяло е блогосклонен и дори дарява свой потрет с думите „имайте ме привиден и нарисуван, докато не дойда жив и истински“. Парчевич и Франческо Соймирович се връщат в Чипровци с пратеници на Матей Басараб, които да се запознаят с подготовката на въстанието. Плановете са отложени, заради смъртта на Владислав IV през следващата пролет.
В края на 1649 г. в град Търговище, столицата на Влахия, архиепископ Петър Богдан се среща с Матей Басараб, след което намиращият се по това време в Молдова Петър Парчевич е натоварен с нова мисия. Той посещава последователно Варшава, където новият крал Ян II Кажимеж дава принципно съгласие за военни действия, Виена, където не среща подкрепа, и Венеция, където в началото на юли се среща два пъти с дожа Франческо Молин, който не обещава друго съдействие, освен войната, която Венеция вече води срещу османците в Крит. След това Парчевич се среща в Рим с папа Инокентий X и в Анкона с Петър Богдан.
Петър Парчевич е назначен от папа Александър VII за Марцианополски архиепископ през 1656 година. Малко след това той, Парчевич, участва в нова голяма среща в Търговище, където присъстват влашкият княз Константин I Щербан Басараб, молдовският княз Георге Щефан, сръбският патриарх Гаврило I, архиепископ Петър Богдан, бившият търновски митрополит Кирил. Взето е решение за организиране на въстание с подкрепата на Влашко и Молдова, ако се получи и подкрепата на Хабсбургската монархия.
Парчевич заминава като пратеник на заговорниците при хабсбургския император Фердинанд III. Хабсбургите поставят подкрепата си във връзка с умиротворяването на Украйна. На 10 януари 1657 г. Парчевич получава от Фердинанд III специално кралско пълномощно за преговори с хетмана Богдан Хмелницки с уверението, че същият може да се довери напълно на пратеника и че всички разговори между тях ще бъдат запазени в пълна тайна.
В даденото пълномощно Парчевич е представен, като кралски съветник и архиепископ на Марцианопол в България. Със специален кралски указ, издаден на 12 януари 1657 г., кралят признава на Петър Парчевич благородническото звание, на което същият имал право по силата на неговия произход от средновековен владетелски и болярски род и титлата „Имперски владетел“. С тази грамота крал Фердинанд признава не само благородническата титла на Парчевич, но и неговия фамилен герб, с който на него и родствениците му от двата пола се дава право „да носи навсякъде този древен герб или отличие – сражения, паради, игри, борби, състезания, турнири, двубои и всички други каквито и да било военни действия и упражнения“.
На 17 януари 1657 г., след прощална аудиенция при австрийския крал, начело на петнадесет членна делегация Парчевич напуска австрийската столица. В пратеничеството е включен и босненският духовник Христофор Марианович. След четиридесет и четири дневно пътуване, на 1 март 1657 г. пратениците пристигат в резиденцията на Богдан Хмелницки – Чихирин. На 18 април Богдан Хмелницки връчил на Парчевич своя писмен отговор до крал Фердинанд без да знае, че същият вече е починал преди две седмици и престолът е зает от новия крал Леополд I. С общи думи Хмелницки заявява своята готовност да признае посредничеството на краля при уреждане на спорните въпроси с поляците при изчричната уговорка, че това няма да накърни интересите и целостта на украинската държава.
По време на своята мисия Парчевич заболява тежко, а през 1661 година е отстранен от архиепископския си пост, тъй като е занемарил задълженията си. Принудил се да приеме дребна църковна служба в град Оломоуц.
През 1668 г. австрийският император Леополд І удостоява Петър Парчевич с баронска титла (Peter Freiherr von Parchevich). Същата година той става апостолски викарий и администратор на Молдова. Там той остава до 1673 г., когато кралят на Жечпосполита Ян ІІІ Собиески разбива османските войски при Хотин и това става повод Парчевич да предприеме нова дипломатическа мисия в преговорите за кръстоносен поход срещу Османската империя. Снабден с писма от молдовския господар Щефан Петричейку, архиепископ Петър Богдан, и други високопоставени представители на българския и сръбския народ, той посещава Полша, Виена, Венеция и Рим.
Почива на 23 юли 1674 г. в Рим. Погребан е в базиликата „Свети Андреа дела фратя“ пред параклиса на „Свети Франциск“.
- Базилика „Свети Андреа дела фратя“ в Рим
- Барелеф на епископ Петър Парчевич в църквата „Свети Андреа дела фратя“, Рим, 1974 г.
- Паметник на епископ Петър Парчевич в двора на едноименната гимназия в град Раковски.

Идеите на Петър Парчевич, Петър Богдан и Франческо Соимирович за освобождение на България представляват и началото на българското национално Възраждане. Дипломатическите опити на епископ Петър Парчевич остават неуспешни, но няколко години по-късно, след битката при Виена, когато османските войски са разбити и в коалицията срещу тях вече участват Австрия, Полша, Венеция и Русия, българските католици от неговия роден край решават, че е време за въстание. То избухва през 1688 г. под ръководството на Георги Пеячевич, но е потушено и българите от Чипровци са принудени да се изселят в Европа, най-вече в областта Банат.

## Почит
През 1974 г. във връзка с 300 годишнината от кончината на епископа в църквата „Свети Андреа дела фратя“ в Рим от дясната страна, малко преди олтара е поставен възпоменателен барелеф с надпис
| „ | На бележителния родолюбец и борец за освобождението на България, архиепископа на Марцианополи ПЕТЪР ПАРЧЕВИЧ 1612 - 1674 г По случай 300-годишнината от неговата смъртта От признателния български народ | “ |

Много институции в цяла България и извън нея са кръстени на Петър Парчевич:
- Един от кварталите на град Раковски в Пловдивска област носи неговото име.
- Стадионът на ФК Секирово.
- Три училища, в Пловдив, Раковски и Чипровци, са кръстен на него. В дворовете на последните две са издигнати и негови паметници.
- Улици в София, Стара Загора, Шумен, Пловдив, Ямбол, Раковски и Свищов.
- Планински рид в Брезнишко възвишение на остров Гринуич от групата Южни Шетландски острови, Антарктика
- Католическият футболен клуб, известен като ФК Парчевич е основан в Пловдив през 1923 г., по-късно (след 1944 г.) се слива с ФК Локомотив Пловдив.